# Хорваты в Сербии

Флаг хорватской общины в Сербии

Хорваты в Сербии (серб. Хрвати у Србији, хорв. Hrvati u Srbiji) являются национальным меньшинством. Статус национального меньшинства был получен в 2002 году. Согласно переписи 2011 года, в Сербии проживает 57 900 хорватов, из них 54 785 человек в Воеводине и Белграде.

## Демография
Для хорватов в Сербии характерен популяционный рост до 1960-х годов, а затем численное сокращение связанное с замедлением естественного прироста, эмиграцией и сменой этнической принадлежности. По данным переписи населения в 1948 году в Сербии проживало 169 864, а по данным переписи переписи 1991 года 105 406 лиц хорватской национальности, что составляло 2,6 % и 1,1 % от населения Сербии.
Во время переписей населения Югославии в период 1948—1991 годов к хорватам относили и этнические группы шокцев и буневцев. В настоящий момент, большинство шокцев считает себя хорватами, в то время как существенная часть буневцев считает себя отдельным этносом.
После 1991 года происходит резкое уменьшение численности хорватского населения в Сербии вызванное, напряжением в межэтнических отношениях в связи с Югославскими войнами, и, в первую очередь, войной в Хорватии. В течение лета 1992 года более 10 000 хорватов из Воеводины обменяли свою недвижимость на недвижимость сербов в Хорватии и, в целом, около 20 000 хорватов покинули Сербию. По утверждениям представителей Демократического альянса хорватов в Воеводине Сербию в этом период покинули более 50 000 хорватов.
Хорваты в Сербии сконцентрированы главным образом в автономном крае Воеводина, где по переписи 2011 года проживало 47 033 или 81,2 % хорватов Сербии. Наибольшее число населенных пунктов с преобладанием хорватского населения зафиксировано также в Воеводине, где их было в 1961 году 19, в 1981 году — 18, в 1991 году — 12. В Косово и Метохии в 1961 и 1981 годах в 7 поселениях преобладали хорваты, а в Центральной Сербии таких населенных пунктов вообще не было.
Численность хорватов в Сербии
| Год переписи      | Число хорват | %      | Общее население Сербии |
| ----------------- | ------------ | ------ | ---------------------- |
| 1948              | 169 864      | 2.60 % | 6 527 966              |
| 1953              | 173 246      | 2.48 % | 6 979 154              |
| 1961              | 196 409      | 2.57 % | 7 642 227              |
| 1971              | 184 913      | 2.19 % | 8 446 591              |
| 1981              | 149 368      | 1.60 % | 9 313 677              |
| 1991              | 105 406      | 1.08 % | 9 778 991              |
| 1991 (без Косово) | 97 344       | 1.24 % | 7 822 795              |
| 2002 (без Косово) | 70 602       | 0.94 % | 7 498 001              |
| 2011 (без Косово) | 57 900       | 0.81 % | 7 186 862              |

## Язык
Хорватский язык является официальным языком в сербском автономном крае Воеводина.